# Riccardo Picchio
Riccardo Picchio (ur. 7 września 1923 w Piemont, zm. 13 sierpnia 2011 w New Haven) – włoski slawista, współwydawca rocznika „Ricerche Slavistiche”.
Ukończył studia na uniwersytecie w Rzymie. W latach 1945–1947 był redaktorem dziennika „L’Avanti”. W latach 1947–1948 był lektorem języka włoskiego na Uniwersytecie Warszawskim, a 1953–1961 wykładał na uniwersytetach we Florencji i Pizie. Od 1961 do 1965 piastował funkcję kierownika Instytutu Filologii Słowiańskiej na Uniwersytecie Rzymskim, jako następca Mavera. Następnie był profesorem literatury słowiańskiej na Uniwersytecie Yale.
Niektóre jego prace ukazały się w tomie Études littéraires slavo-romanes, wydanym w 1978 w języku francuskim.
W 1991 r. został członkiem zagranicznym PAN.

## Niektóre publikacje
- 1951 – Il sarmatismo polacco. Note di storia della cultura barocca
- 1953 – Tradizione „sarmatica” e slavismo polacco
- 1954 – Gli „Annali” del Baronio-Skarga e la „Storia” di Paisji Hilendarski
- 1964 – La narrativa polacca contemporanea
- 1965 – E.M. Manolesso, A. Vimina e la Polonia
- 1970 – Struktura stylistyczna „Gofreda” na tle tradycji polskich
- 1970 – L’Europa orientale dal Rinascimento all’età illuministica
- 1975 – Treny Kochanowskiego na tle poetyki renesansowej